# Nelson Glueck
Nelson Glueck (ur. 4 czerwca 1900 w Cincinnati, zm. 12 lutego 1971 tamże) – amerykański rabin, archeolog i ceramolog.

## Biografia
Nelson Glueck urodził się, w mającej swe korzenie na Litwie, żydowskiej rodzinie imigrantów w Cincinnati 4 czerwca 1900 roku. W 1915 roku wstąpił do Hebrew Union College. Ordynowany na rabina reformowanego w 1923 roku. Studiował też archeologię na Uniwersytecie w Cincinnati (bakalaureat w 1920), następnie biblistykę na Uniwersytecie w Jenie w Niemczech (doktorat w 1927).
W latach 1932–1933 oraz 1936–1940 był dyrektorem Amerykańskiej Szkoły Badań Orientu w Jerozolimie (ang. American Schools of Oriental Research), czasowo wykładał też w Bagdadzie. W latach 1947–1971 piastował urząd rektora swego macierzystego Hebrew Union College w Cincinnati. Kierując uczelnią, doprowadził do jej połączenia z mającym swoją siedzibę w Nowym Jorku Żydowskim Instytutem Religii (ang. Jewish Institute of Religion). Za jego kadencji powstały oddziały w Nowym Jorku, Los Angeles i Jerozolimie. Przyczynił się do powstania kalifornijskich: Żydowskiej Szkoły Służby Komunalnej (ang. School of Jewish Communal Service) oraz Szkoły Edukacji Żydowskiej (ang. Jewish Education School). Glueck założył i prowadził Szkołę Studiów Biblijnych i Archeologicznych w Jerozolimie, która obecnie nosi jego imię (ang. School of Biblical and Archaeological Studies in Jerusalem).
Karierę archeologiczną rozpoczął w 1927 roku, współpracując z Williamem F. Albrightem. Glueck prowadził badania archeologiczne w Transjordanii i na Negewie. Opisywał stanowiska związane z Nabatejczykami oraz starożytny przemysł wydobywczy nad Morzem Czerwonym. Sugerował, iż Negew może być zamieszkany przez dużą populację, po wprowadzeniu odpowiednich technik nawadniania, na wzór tych, które używali Nabatejczycy. Osobiście przyjaźnił się, m.in. z: Dawidem Ben Gurionem, Abbą Ebanem, Goldą Meir, Henriettą Szold i Judahem Leonem Magnesem.
W latach 1942–1947 Glueck współpracował z amerykańskim wywiadem na Bliskim Wschodzie. Uczestniczył w przygotowaniu tras odwrotu, na wypadek niemieckiego wkroczenia na teren Palestyny i Jordanii.
Odkrył i opisał ponad 1000 stanowisk w Transjordanii i ponad 500 na Negewie. Do najważniejszych prac badawczych i odkryć Gluecka należą:
- Khirbat en-Nahas (1934)
- Esjon-Geber (1938 i nn.)[3][4]
- oznaczenie starożytnych miejsc wydobycia miedzi na obszarze Wadi Ha-Arawa

Dr Glueck posiadał tytuły honoris causa dwudziestu uniwersytetów i szkół wyższych. W grudniu 1963 roku twarz Nelsona Gluecka pojawiła się na okładce tygodnika „Time”.
Archeolog zmarł w Cincinnati 12 lutego 1971 roku.
Nelson Glueck był żonaty z dr Helen Iglauer Glueck, profesor medycyny na Uniwersytecie w Cincinnati. Małżeństwo miało syna Charlesa J. Gluecka.

## Wybrane publikacje
- 1929 – Recent Archaeological Work in Palestine
- 1934–1951 – Explorations in Eastern Palestine (4 tomy),
- 1940 – The Other Side of the Jordan (ASOR),
- 1946 – The River Jordan,
- 1959 – Rivers in the Desert: A History of the Negev,
- 1965 – Deities and Dolphins,
- 1968 – Hesed in the Bible.